# Ibaiti
Ibaiti este un oraș în Paraná (PR), Brazilia.